# Àlex Roca Campillo
Àlex Roca Campillo   (Barcelona, 1991) és un esportista conegut per haver acabat triatlons i curses com la Titan Desert 2019 sobreposant-se a una paràlisi cerebral amb un 76% de discapacitat física, dues operacions al peu i havent-se de comunicar amb la llengua de signes. El seu lema és «el límit el poses tu».

## Biografia
Roca quan tenia sis mesos, va patir un herpes cerebral que li va provocar una paràlisi cerebral amb un 76% de discapacitat física que l'hi afecta la part esquerra del cos, a la que té una mobilitat reduïda i es comunica a través de la llengua dels signes. Té estudis, treballa de comptable i condueix cotxe. La seva parella és Mari Carmen Maza, a qui va conèixer el 2017 en una de les conferències motivacionals que ara junts porten a terme i que li fa d'intèrpret davant les persones que no saben la llengua de signes.
El seu primer esport va ser el futbol i després va provar el tenis, però l'atletisme i sobretot el ciclisme són els esports que més ha practicat. El 2014 va fer la primera cursa, que va ser la Cursa d'El Corte Inglés de 10 quilòmetres. Entre altres curses també ha participat amb bicicleta a la Los Monegros i la Pilgrim Race. També va córrer la mitja marató de Barcelona del 2019.
Va aguantar tres etapes de la Titan Desert 2018 i va acabar les sis etapes de la Titan Desert 2019. Per fer-ho va canviar la hidratació, va adaptar el tàndem i va comptar amb un equip format per Miguel Silvestre, Valentí Sanjuan, Héctor Rodríguez i Àlex Rodríguez. D'aquesta manera es va convertir en la primera persona amb paràlisi cerebral en acabar la Titan Desert. Després d'acabar la cursa va dir que el seu proper objectiu era fer el Ral·li Dakar.
El 2023 va finalitzar i la mitja marató de Granollers i es va convertir en el primer atleta amb una discapacitat física del 76% en completar una marató a la Marató de Barcelona, amb un temps de 5 hores, 50 minuts i 51 segons.
Actualment, també és l'ambaixador de la Fundació FC Barcelona.